# Macrosteles oshanini
Macrosteles oshanini är en insektsart som beskrevs av Razvyazkina 1957. Macrosteles oshanini ingår i släktet Macrosteles och familjen dvärgstritar. Arten är reproducerande i Sverige. Inga underarter finns listade i Catalogue of Life.